# Centro das Indústrias do Estado de São Paulo

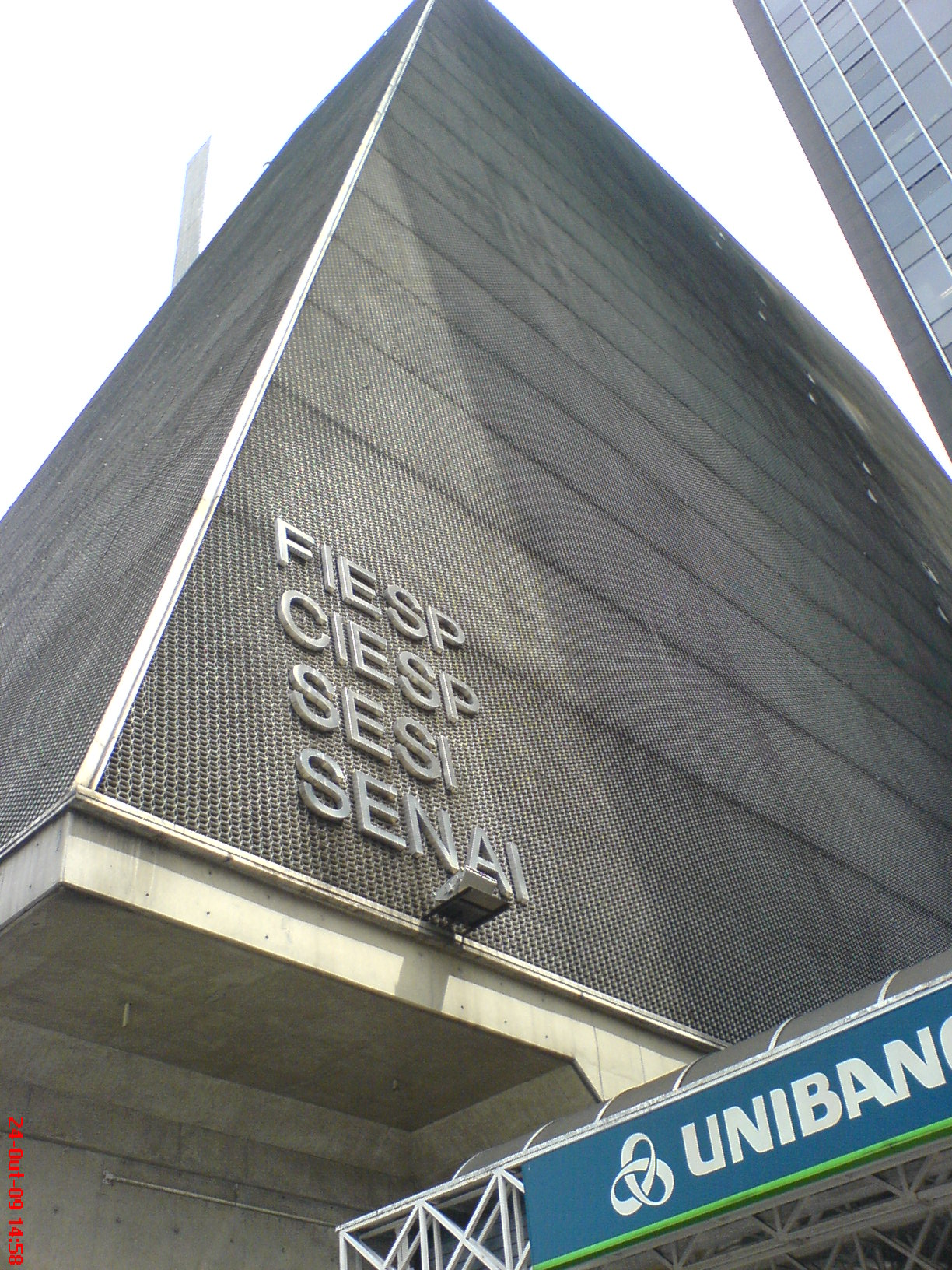
Prédio da FIESP, CIESP, SESI e SENAI na Avenida Paulista - São Paulo - SP

Centro das Indústrias do Estado de São Paulo (CIESP) é uma associação privada que apoia e representa os interesses das Indústrias paulistas junto à sociedade e o governo. A associação foi fundada no dia 28 de março de 1928. Francisco Matarazzo foi o primeiro presidente e um dos fundadores do CIESP. Em Setembro de 2004, Paulo Skaf foi eleito presidente do CIESP e reeleito presidente da associação por mais 4 anos em 2011.
Em Maio de 2014, o empresário Rafael Cervone Netto presidente da Technotex e da Associação Brasileira da Indústria Têxtil e de Confecção (ABIT) assumiu o cargo de presidente do CIESP em substituição a Paulo Skaf, que por exigência da legislação eleitoral se licenciou do cargo para concorrer às eleições ao governo do Estado de São Paulo.

## História
O CIESP nasceu em meio a uma demanda necessária do governo brasileiro. Em meio ao impulso externo da Primeira Guerra Mundial (1914-1918), cresceu a necessidade de maior produção industrial para dar conta das demandas europeias, norte-americanas e propriamente brasileiras. Afinal, com diferentes países participando deste conflito, produtos que antes eram importados foram substituídos pela produção de armamento e, no Brasil, houve alguns déficits na compra de manufaturados. Com esta oportunidade de fazer-se produtivo, surgiram condições de crescimento expressivo. Em São Paulo, o número de indústrias saltou de 314, em 1907, para 4 458 em 1920.
O CIESP foi criado no Clube Comercial de São Paulo. Local onde a alta sociedade paulista se encontrava e discutia algumas diretrizes financeiras e econômicas da cidade e do estado. Nesta reunião, em pleno vale do Anhangabaú, na Rua São Bento nº 47, os fundadores decidiram se organizar para que as indústrias de São Paulo se ajudassem em seus interesses. Visto o tipo de organização econômica da época, os industriais procuravam, de maneira autônoma, participar das diretrizes do governo e exigiam outros tipos de interesses comerciais.
A diretoria provisória neste período era comandada por Jorge Street, empresário ativo que, além de promover a CIESP, participou da criação do Ministério do Trabalho e de vilas operárias pela cidade de São Paulo. Com a ideia de, além de fomentar o número de indústrias, fazer com que houvesse um protecionismo que continuasse este impulso, até que a presidência foi criada e passada para Francisco Matarazzo.
O CIESP tinha como principal objetivo territorializar a classe industrial na sociedade paulista. Para isso, procurou criar serviços de informações sobre preços de mercado no mundo, para agilizar o processo de negociação e não depender mais do governo. Criar o centro de estatísticas para organizar toda a logística e estrutura da produção, junto a isso inaugurar centro de laboratórios de análises de materiais em conjunto, uma biblioteca com acervos e exposições dos próprios empresários e desenvolver sistemas padronizantes entre eles para normatizar a produção. Esta combinação visava tornar a produção paulista mais prática, acessível e rápida.
Com este tipo de abordagem, num ritmo não tão acelerado, as indústrias vinham crescendo. Ainda assim, em 1929, com a crise os desafios aumentaram devido a questão econômica mundial e também os processos de mudança que eram propostos pelo governo de Getúlio Vargas. Com o golpe, o Estado brasileiro passava a ser um agente sindicalizador de empresários e operários, destruindo a autonomia que era proposta do CIESP. Em 1931, com o modelo sindical baseado em associações de federações estaduais, classes e confederações, o Centro das Indústrias do Estado de São Paulo então passou a ser da Federação das Indústrias do Estado de São Paulo.
Este tipo de ação teve como principal objetivo formar a Confederação Nacional da Indústria e do Comércio e organizar um tribunal de conciliação e arbitrariamento, na ideia de resolver situações conflituosas entre patrões e empregados. Todavia, a ideia da CIESP continuava com tensões entre o governo e a tentativa de estabelecer diretrizes para a indústria nacional que pudesse tirar proveito da situação e continuar com seu desenvolvimento.
Com as tensões, 9 anos depois, em 1939, os líderes da CIESP buscavam voltar às suas demandas em sua criação. Com Horácio Lafer, o centro buscava suas propriedades originais, buscando diretorias próprias, atividades próprias e atuações no mercado brasileiro.
Em 1942 o Centro das Indústrias do Estado de São Paulo passa a se desmembrar. A FIESP lidava com questões relacionadas às instituições e a mobilização industrial no estado de São Paulo. Enquanto isso, o CIESP desenvolvia estudos econômicos e legislativos necessários para transformar os planos teóricos propostos em realidade. Havia uma troca mútua entre as duas entidades, uma vez que toda a prática da federação provinha de análises permitidas pelo centro. A mudança e descentralidade, efetivamente, ocorre apenas em 1949.
Com o crescimento da indústria neste período, novamente em virtude da Segunda Guerra Mundial, as criações de diferentes entidades regionais visavam acrescentar análises mais diversificadas e coerente com os espaços que se estabeleciam pelo Brasil. Os centro regionais criados passam a ter efetivo trabalho e desenvolvimento de novos trabalhos em diferentes regiões de São Paulo.
O CIESP, em virtude de fortalecer a criação de novos trabalhos, passa a sustentar a Faculdade de Engenharia Industrial e financia a reforma do Instituto de Pesquisas Tecnológicas da Universidade de São Paulo - USP. Passa a ter uma política de convênios com diferentes escolas, como a de Administração de Empresas Fundação Getúlio Vargas (FGV). Procura financiar cursos de química industrial, engenharia mecânica e industrial em diversas faculdades. Ao mesmo tempo em que se ampliam as atividades do Serviço Nacional de Aprendizagem Industrial de São Paulo (Senai-SP) e Serviço Social da Indústria de São Paulo (Sesi-SP).
Hoje, o Centro das indústrias do Estado de São Paulo conta com 42 Diretorias Regionais, centros que representam a entidade, localizados em diversas partes do estado que visam regionalizar os serviços prestados. Sendo assim, são representações políticas que, pela estrutura, buscam atender o empresário em todas as regiões. Além disso, estes locais buscam desenvolver projetos culturais nas regiões em que estão.

## Atuação
O CIESP está presente na cidade de São Paulo e no interior do Estado de São Paulo através de 42 unidades representativas. O CIESP tem aproximadamente 10 mil empresas associadas, sendo a maior entidade industrial das Américas. O CIESP oferece aos seus associados assessoria nas áreas: jurídica, técnica, econômica, social, meio ambiente, crédito, fomento à inovação tecnológica, cursos e fóruns. Além disso, os associados têm à disposição um conjunto de serviços: assessoria nas áreas jurídico-consultiva e técnica, econômica, comércio exterior, infraestrutura, tecnologia industrial, responsabilidade social, meio ambiente, crédito, e apoio em pesquisas, feiras, simpósios, rodadas de negócios, cursos, convênios e demais eventos promovidos pela entidade.
Em 2012, o Centro das Indústrias do Estado de São Paulo CIESP, a Federação das Indústrias do Estado de São Paulo FIESP e o Serviço Nacional de Aprendizagem Industrial SENAI firmaram parceria com a Universidade de São Paulo USP no Programa de Extensão Tecnológica para promover o desenvolvimento tecnológico dentro das empresas. A parceria envolve três programas, o primeiro para atender 240 empresas de diversos setores, o segundo programa para atender 400 empresas do setor de petróleo e gás e o terceiro programa para atender empresários de diversas áreas de atuação.
Hoje o CIESP conta com 150 mil estabelecimentos que constam 2,5 milhões de empregados diretamente nestas empresas paulistas, o que dá 43% dos produtos manufaturados e produzidos no Brasil. Segundo os dados da empresa, isso corresponde a 60% do PIB industrial do país.
Para isso, os Centros das Indústrias do Estado de São Paulo contam com algumas ações.

## Associação CIESP
Aqueles que se associam a CIESP, possuem oportunidades de negócios diferenciados. Há uma Rodada de Negócio de alguns setores para auxílio de transferências e negociações entre as indústrias, que movimentam cerca de R$78 milhões de reais.
Há também o programa Jovem Empreendedor para a associação. Este tipo de ação procura trazer os trabalhadores da indústria para que busquem um maior aprendizado teórico e prático em seus centros de estudo. Os tipos de aula são focadas pela internacionalização das empresas associadas.
Outro programa se concentra na Inteligência Artificial. São pesquisas exclusivas de compradores no mercado internacional.
A logística, em telecomunicações, transporte e eficácia na produção são os tipos de programas que os CIESPs procuram defender no governo brasileiro. Para isso, as filiações destes centros contam com ajuda de advogados e políticos que procurem atender os interesses destes industriários.

## CIESP/FIESP
O CIESP foi uma entidade criada por industriais paulistas na década de 20. A FIESP, com atuação do governo, se estabeleceu no ano de 1931, em pleno governo Vargas. Desde então, a relação das duas empresas é complementar. Todavia, não são a mesma entidade e não possuem as mesmas funções.
Enquanto o Centro das Indústrias do Estado de São Paulo prioriza suas atividades em auxiliar as indústrias, promover atividades, cursos e é uma entidade que procura atender os interesses, a Federação das Indústrias do Estado de São Paulo procura traduzir o pensamento estratégico às indústrias que fazem parte desta entidade. Compete à diferentes cadeias associativas: sindicalistas até industriários; independentemente do porte das empresas ou do segmento que elas pertencem.
Ambas as entidades se localizam no Edifício Luís Eulálio de Bueno Vidigal Filho. Como conhecido, o Edifício da FIESP foi inaugurado em 1979 e tem autoria do escritório Rino Levi Arquitetos. É considerado o cartão postal da Avenida Paulista, em São Paulo, já declarado como um marco emblemático da vocação paulista para o desenvolvimento. Além deles, o SESI-SP, SENAI-SP e o Instituto Roberto Simonsen se concentram neste edifício.

### Luís Eulálio de Bueno Vidigal Filho
O nome do edifício em que a CIESP e a FIESP estão instalados provém de Luís Eulálio de Bueno Vidigal Filho. O empresário brasileiro foi dirigente do grupo industrial Cobrasma dos anos 1980 até a sua falência em 1993 e de 1980 a 1986, foi presidente das entidades. O edifício-sede, na Avenida Paulista, leva seu nome devido aos processos de negociação com a rede de metalúrgicos da região do ABC. As greves de 1980 travaram algumas negociações e processos das industriais automotivas. Por isso, o presidente conseguiu definir acordos salariais com os trabalhadores na Capital de São Paulo e no interior, exigência dos operários na época.
O pacto social então entre os setores definiu o prolongamento de acordos entre empresários e trabalhadores, num momento em que a oferta de emprego era limitada na época. Com a conjuntura nacional, ao empresariado, foi necessário criar mecanismos de controle social que pudesse incluir níveis mais elevados de contenção salarial em troca da estabilidade de emprego. Sendo assim, as produções não teriam entraves ao longo dos anos. A luta por um projeto empresarial então se iniciou nas mãos do então presidente das Federação e do Centro das Indústrias do Estado de São Paulo.
Em 2008, Luís Eulálio recebeu o título de Presidente Emérito da entidade.

### Paulo Skaf
Em 2004, foi a primeira vez na história das entidades em que os presidentes eleitos se distinguiram. Enquanto a FIESP colocava pela primeira vez Paulo Skaf na presidência, o CIESP contava com Claudio Vaz. Ainda assim, mesmo com o "racha", as duas instituições se reestruturam individualmente e aumentaram suas receitas. O caixa era unificado desde 1942. Ao todo foram mais de R$ 75 milhões no ano. Todavia, após algumas gestões distintas e concorrência entre as próprias entidades, Paulo Skaf também foi eleito para a CIESP e se mantém como presidente em 2018.
Skaf foi eleito presidente da Federação das Indústrias do Estado de São Paulo (FIESP), do Serviço Social da Indústria (SESI-SP), do Serviço Nacional de Aprendizagem Industrial (SENAI-SP) e do Instituto Roberto Simonsen (IRS) em 2004. Ele foi reeleito presidente das federações em 2007 e reeleito novamente em 2011.

### Ações políticas
O CIESP tinha como principal componente, em sua criação, a construção dos interesses conjuntos dos industriários do estado de São Paulo. A defesa da classe dos industriais fez com que os centros também participassem da luta pelos direitos das indústrias no cenário nacional.
Recentemente, devido a mesma presidência e regência de diretores, os CIESPs participaram da campanha Não Vou Pagar o Pato. A campanha nacional iniciada pela FIESP tomou proporções pelo Brasil inteiro. Contra o aumento de impostos e a recriação da CPMF para dar conta das dívidas públicas nacionais, o movimento se iniciou em 3 de setembro de 2015. A ideia da campanha foi criar a noção na população de que a carga de impostos não poderia mais aumentar. Com a ajuda dos CIESPs e outros órgãos ligados a FIESP, mais de 100 representantes participaram da ação.
A primeira ação da campanha foi colocar um pato inflável de 22 (vinte e dois) metros de altura na frente do Congresso Nacional. Junto a isso, a colocação de cerca de mil patos infláveis no espelho d'água do poder legislativo. Após estas ações, outro pato permaneceu no Edifício Luís Eulálio de Bueno Vidigal Filho (conhecido como Edifício da FIESP) por cerca de dois anos.
A campanha pereceu e apoiou o processo de impeachment da então presidenta, Dilma Rousseff. Como as manifestações se davam na Avenida Paulista, o prédio então abrigou o pato inflável gigante e era constantemente movimentado nos domingos de manifestação antigoverno.

## Serviços[1][10]
- Linhas de Crédito
- Convênio
- Desenvolve São Paulo
- Posto de Atendimento
- Atendimento da Receita Federal
- Posto de Atendimento
- Atendimento Junta Comercial
- Serviço ao exportador
- Declaração de Livre Venda
- Tecnologia
- Expansão a um clique
- Jurídico
- Mediação e Arbitragem
- Serviço ao exportador
- Assessoria de Comércio Exterior
- Negócios
- Missões Empresariais
- Negócios
- Certificação Digital

## Cursos[11]
Nos CIESPs espalhados por São Paulo, há cursos abertos e ministrados por profissionais que estão no mercado em diversas especialidades, sempre com a proposta de fomentar o desenvolvimento das indústrias paulistas. As aulas são dadas nos próprios centros. As áreas dos cursos são Marketing, Comércio Exterior, Qualidade e Recursos humanos. Todos voltados para a questão do negócio industrial.

## Ações regionais
As diferentes entidades que são formadas pelas Diretorias dos CIESPs espalhadas pelo estado de São Paulo possuem diferentes planos para as atribuições dos interesses regionais. Por isso, além dos interesses únicos, há certas diretrizes regionais que são definidas pela Prática e Ações Regionais das entidades que são formadas.

## Lista de CIESPs e projetos
Alguns CIESPs contam com projetos produzidos pelos próprios Centros. A ideia é desenvolver o trabalho das empresas e de seus associados, além de fornecer serviços que os auxiliem em algumas remediações que precisam ser tomadas. Por exemplo, O projeto do Instituo de Cidadania Criança Feliz em parceria com a CIESP Araçatuba tem como objetivo desenvolver o Programa de Prevenção e Erradicação do Trabalho Infantil nas empresas associadas. Com parcerias entre as comunidades, instituições e profissionais da área de saúde, o objetivo é atender as crianças e permitir, gratuitamente, que elas pratiquem cursos de idioma, música e informática. Além disso, o projeto visa conquistar bolsas de estudos para alguns alunos nas melhores escolas da cidade. Ao todo já foram 175 crianças e adolescentes que se beneficiaram dos 321 atendimentos (154 na área de educação e 167 na saúde). Houve doações de 1.596 passes (transporte coletivo), 53 materiais didáticos,19 uniformes escolares, 17 cestas básicas, 2 bicicletas, e manutenção de transporte em Van para 5 crianças.
A Pareceria CIESP/SEBRAE conta com o auxílio no desenvolvimento de 25 cursos de áreas diversas. A ideia é baixar o custo para os associados, oferecendo descontos, e utilizar os ambientes fornecidos pelo CIESP.
O Projeto Criação de Cooperativas de Crédito teve como principal objetivo ampliar a oferta de crédito para os associados, com foco no pequeno e médio empreendedor. Além disso, procurou reduzir custos do crédito e dos serviços bancários para os associados. Com isso, a ideia do projeto foi ampliar o acesso a produtos e serviços financeiros em geral e criar mecanismos agregadores de renda que mantenha os recursos financeiros circulando no setor. O Centro de Apoio de Investimentos Empresariais buscava alinhar as obtenções de recursos das empresas as assessorando, informar as linhas de investimento, elaboração de planos de negócios e criar uma cultura empresarial voltada para o planejamento e definição de metas.
O Projeto Pró-Água buscou levar conscientização para a população demonstrando como a indústria utiliza a água para própria produção, além de criar uma cultura de uso e reuso racional da água na cidade. O Café da manhã/Encontro com empresários e lideranças municipais é fruto do CIESP Botucatu, já que o local atende toda a região composta por 41 cidades, estes encontros são promovidos para alinhar a interface dos associados e lideranças dos municípios que estão sob jurisdição da Diretoria. Além disso, busca uma expansão associativa e a divulgação dos serviços prestados pelo CIESP. O Convênio Técnico de Cooperação entre CIESP e CIEE busca operacionalizar os programas de estágio com estudantes e formalizar um desconto de 28,5% na contribuição institucional devido a esta ação. O CIESP Botucatu e a OPO (Organização de Procura de Órgãos do Hospital das Clínicas a Faculdade de Medicina da UNESP – Botucatu) assinaram um Termo de Compromisso para que através dos associados, parceiros contribuintes e demais empresas, divulgue informações sobre a doação de Órgãos e Tecidos.
O CIESP - Bauru conta com projeto entre a Abigraf e o CIESP Bauru tem como principal função criar estratégias para enfrentar as limitações do setor gráfico do Estado, oferecendo recursos diversos aos associados, realizando parcerias com o SEBRAE, feiras e palestras. Além disso, realiza diferentes palestras Ação Social – Kart Fest busca arrecadar fundos para as viaturas e bases comunitárias da cidade. Em 2007 houve um mutirão para a Construção da Base Aérea da Polícia Militar, além de promover outros eventos na cidade que atendessem os interesses do público industriário, como a Exposição Permanente de Produtos e Serviços, as produções das Jornadas de Capacitação – Cursos em parceria com o Sebrae e Rodadas de Negócios com o Setor Supermercadista. Em várias cidades, desde 2008 os CIESPs procuram inserir projetos que buscassem a redução da inadimplência associativa com reuniões Itinerantes no centro.
São mais de 40 municípios no Estado de São Paulo que possuem os projetos.